# Rudolf Ites
Rudolf Ites (5 de fevereiro de 1918 - 1 de março de 1944) foi um comandante de U-Boots alemão que serviu na Kriegsmarine durante a Segunda Guerra Mundial.